# 2003년 방콕국제영화제
제1회 방콕국제영화제는 2003년 1월 10일에 열린 시상식이다.

## 수상 및 후보

### 골든 키나르상- 작품상
- 그녀에게 - 페드로 알모도바르 수상

### 감독상
- 그녀에게 - 페드로 알모도바르 수상

### 남우주연상
- 콰이어트 아메리칸 - 마이클 케인 수상

### 아시아 작품상
- 매춘녀이야기 - 부다뎁 다스굽타 수상

### 여우주연상
- 과거가 없는 남자 - 카티 오우티넨 수상

### 주요경쟁부문-골든 키나르상
- 아녜스 바르다 수상

### 각본상
- 과거가 없는 남자 - 아키 카우리스마키 수상